# Ligne 6k (CFL)
La ligne 6k Brucherberg - Scheuerbusch est une courte ligne de chemin de fer de 1,32 km raccordant les lignes 6a et 6c afin que les trains circulant depuis l'ouest du pays puissent aller à Rumelange ou rejoindre la ligne 6d sans avoir à rebrousser à la gare de Noertzange.
Exploitée par la Direction générale impériale des chemins de fer d'Alsace-Lorraine en 1884, par l'Administration des chemins de fer d'Alsace et de Lorraine après 1919, par la SNCF après 1938 puis par la Deutsche Reichsbahn après 1940, elle est exploitée depuis 1946 par la société nationale des chemins de fer luxembourgeois. 

## Histoire
Le 29 septembre 1884, la Direction générale impériale des chemins de fer d'Alsace-Lorraine, exploitant des lignes de la Société royale grand-ducale des chemins de fer Guillaume-Luxembourg, ouvre à l'exploitation le raccordement entre la ligne de Bettembourg à Esch-sur-Alzette et la ligne de Noertzange à Rumelange, concomitamment à l'ouverture de la ligne de Tétange à Langengrund, pour la desserte des mines autour de Rumelange.
La ligne est électrifiée en intégralité le 29 septembre 1960.

## Caractéristiques

### Tracé
Longue de 1,32 kilomètre, la ligne assure un raccordement entre les lignes 6a et 6c. D'orientation nord-sud, elle est électrifiée en 25 kV – 50 Hz et est à voie unique et à écartement normal (1 435 mm).
Le tracé de la ligne, qui dessert le sud du Luxembourg en longeant l'autoroute A13 est plat, avec une pente maximale de 5 ‰. Cela se traduit notamment par l'absence de tunnels.

### Infrastructures

#### Signalisation
La ligne est équipée de la signalisation ferroviaire luxembourgeoise et du Système européen de contrôle des trains de niveau 1 (ETCS L1), ce dernier cohabite jusqu'au 31 décembre 2019 avec le Memor II+.

#### Gares
La ligne ne possède aucune gare en raison de sa très faible longueur et de sa fonction de raccordement.

#### Vitesses limites
La vitesse limite est de 60 km/h sur l'ensemble de la ligne.

## Trafic
La ligne est empruntée principalement par les trains desservant la cimenterie Intermoselle (lb), accessible en empruntant successivement les lignes 6c et 6d.